# Tuyên ngôn nhân gian
Tuyên ngôn nhân gian (Ningen-sengen, 人間宣言, Nhân gian tuyên ngôn) là một bản tuyên ngôn do Thiên hoàng Chiêu Hòa ban bố trong dịp phát biểu đầu năm mới vào ngày 1 tháng 1 năm 1946 theo yêu cầu của Tổng tư lệnh Quân đội Đồng minh chiếm đóng Nhật Bản là Douglas MacAthur. Trong bản tuyên ngôn, Thiên hoàng dựa theo Ngũ cái điều ngự thệ văn - tức năm lời tuyên thệ của triều đình Minh Trị năm 1868 - và sau đó tuyên bố rằng Thiên hoàng không phải là thần thánh như lâu nay triều đình vẫn tuyên truyền. Điều này đã dẫn đến sự thành lập của Hiến pháp Nhật Bản trong đó quy định Thiên hoàng là "biểu tượng của Quốc gia và của sự thống nhất của nhân dân."
Thực chất bản tuyên ngôn này không được chính thức đặt tên, cái tên "Tuyên ngôn nhân gian" chỉ là tên thông dụng của nó. Ngoài ra bản tuyên ngôn này còn có các tên khác như Chiếu thư về việc kiến tạo một nước Nhật Bản mới (新日本建設に関する詔書 Shin Nippon Kensetsu ni Kan suru Shōsho) và Chiếu thư đầu năm về việc chấn hưng vận nước (年頭、国運振興の詔書 Nentō, Kokuun Shinkō no Shōsho).

## Nội dung
Việc công bố bản tuyên ngôn này là hành động cuối cùng của Thiên hoàng Chiêu Hòa với tư cách là người đứng đầu Đế quốc Nhật Bản - nên hiểu là một Nhật Bản trước khi có một thể chế dân chủ hơn sau đó. Các nước phương Tây đặc biệt chú ý một câu văn nằm ở đoạn cuối của Tuyên ngôn nhân gian:
| “                       | 朕ト爾等國民トノ間ノ紐帯ハ、終始相互ノ信頼ト敬愛トニ依リテ結バレ、單ナル神話ト傳説トニ依リテ生ゼルモノニ非ズ。天皇ヲ以テ現御神トシ、且日本國民ヲ以テ他ノ民族ニ優越セル民族ニシテ、延テ世界ヲ支配スベキ運命ヲ有ストノ架空ナル觀念ニ基クモノニモ非ズ。 | ” |
| — Tuyên ngôn nhân gian, | |   |

| “                                              | The ties between Us and Our people have always stood upon mutual trust and affection. They do not depend upon mere legends and myths. They are not predicated on the false conception that the Emperor is divine, and that the Japanese people are superior to other races and fated to rule the world. | ” |
| — Bản dịch tiếng Anh của Tuyên ngôn nhân gian, | |   |

Tạm dịch:
| “ | Mối quan hệ giữa Trẫm và các thần dân Của Ta vẫn luôn dựa vào đức tin chung và sự thương yêu đồng thuận, chứ không phải dựa vào các huyền thoại và truyền thuyết. Chúng không được dựa vào quan niệm sai lầm rằng, hoàng đế là thần thánh và dân tộc Nhật Bản là siêu việt so với các chủng tộc khác và thống trị thế giới theo sứ mệnh định sẵn. | ” |

## Ý nghĩa
Theo cách hiểu của Tổng tư lệnh Tối cao các lực lượng Đồng Minh đóng tại Nhật Bản - và cũng là cách hiểu truyền thống của phương Tây, bản tuyên ngôn này đã bác bỏ quan niệm xưa nay rằng Thiên hoàng Chiêu Hòa là con cháu của Thiên Chiếu Đại thần và thừa nhận rằng Thiên hoàng không phải là một vị thần sống. Ngay sau khi Thiên hoàng công bố bản tuyên ngôn, Thống tướng Douglas MacArthur tuyên bố rằng ông hài lòng với bản tuyên ngôn của Thiên hoàng và ông cho rằng đây là bằng chứng cho thành ý của Thiên hoàng trong tiến trình dân chủ hóa đất nước Nhật Bản.
Bản thân Thiên hoàng Chiêu Hòa vẫn kiên trì quan điểm rằng dòng dõi Hoàng tộc Nhật Bản là con cháu của Thiên Chiếu Đại thần. Trong tháng 12 năm 1945 Thiên hoàng nói với Kinoshita Micho, viên Phó Tổng Thị tùng của ông như sau:
| “                        | Chúng ta có thể chấp nhận việc cho rằng người dân Nhật Bản có nguồn gốc thần thánh là một quan niệm sai sự thật; tuy nhiên việc cho rằng Thiên hoàng là con cháu của thần thánh là một điều hão huyền thì thật khó mà chấp nhận được. | ” |
| — Thiên hoàng Chiêu Hòa, | |   |

Những ý kiến chỉ trích cách hiểu truyền thống của phương Tây - bao gồm cả ý kiến của Thiên hoàng Chiêu Hòa - cho rằng việc chối bỏ nguồn gốc thần thánh của Thiên hoàng không phải là mục đích của bản tuyên ngôn. Họ cho rằng vì trong phần đầu của bản tuyên ngôn, Thiên hoàng đã trích nguyên văn Năm lời tuyên thệ của Triều đình Minh Trị năm 1868, ý định thật của Thiên hoàng là muốn chứng tỏ cho mọi người là Nhật Bản đã được dân chủ hóa ngay từ Thời kỳ Minh Trị chứ không phải đợi quân đội nước ngoài vào chiếm đóng thì mới được họ dân chủ hóa. Ngay trong một buổi phỏng vấn báo chí ngày 23 tháng 8 năm 1977, Thiên hoàng Chiêu Hòa đã bày tỏ mong muốn rằng người dân Nhật Bản không nên bỏ quên niềm tự hào về đất nước mình. Cách hiểu "không chính thống" được cũng cố bằng một nhận xét của Tổng lý Đại thần Shidehara khi bản tuyên ngôn được xuất bản. Lời bình phẩm của ông này nhấn quá mạnh vào thời kỳ đầu của thời Minh Trị, khi nền dân chủ Nhật Bản chưa thật sư ra đời, và thậm chí không hề nhắc tới việc Thiên hoàng có từ bỏ nguồn gốc thần thánh hay không.
Reginald Horace Blyth và Harold Gould Henderson được cho là hai nhận vật đã góp nhiều công sức trong việc soạn thảo ra bản tuyên ngôn. Hai ông cũng là người góp công truyền bá Thiền tông và thơ haiku của Nhật Bản ra thế giới.